# Theta lyronuclea
Theta lyronuclea är en snäckart som först beskrevs av Clarke 1959.  Theta lyronuclea ingår i släktet Theta och familjen Turridae. Inga underarter finns listade i Catalogue of Life.